# Lull
Lull to EPka zespołu The Smashing Pumpkins, wydana 5 listopada 1991 przez Virgin Records.

## Lista utworów
1. „Rhinoceros” – 5:57
2. „Blue” – 3:22
3. „Slunk” – 2:49
4. „Bye June” – 2:09

## Twórcy
- Billy Corgan – wokal, gitara
- James Iha – gitara, wokal
- D’arcy Wretzky – gitara basowa
- Jimmy Chamberlin – perkusja